# グレーム・ウィーラー
グレーム・ウィーラー（Graeme Wheeler, 1951年10月30日 - ）は、ニュージーランドのエコノミスト、コンサルタント。世界銀行グループ専務理事（2006年 - 2010年）を経て2012年9月より第11代ニュージーランド準備銀行（RBNZ）総裁に就任した。

## 来歴
1973年オークランド大学で経済理論と応用経済学を専攻し修士の学位を取得（学位はM.Com（商学修士））。
1973年ニュージーランド国庫庁に入庁。1973年 - 1984年ニュージーランド国庫庁参事/上席参事、1984年 - 1990年経済協力開発機構（OECD）ニュージーランド政府代表部経済金融担当参与、1990年 - 1993年ニュージーランド国庫庁マクロ経済部長、1993年 - 1997年ニュージーランド国庫庁副長官/ニュージーランド債務管理局長、1997年 - 2001年世界銀行グループ金融商品サービス部長、2001年 - 2006年世界銀行グループ財務局副局長、2006年 - 2010年世界銀行グループ専務理事、2010年6月世界銀行グループ専務理事を退任、2010年6月 - 2012年9月モナコ資本のティッセン・ボルネミッサ・グループ社外取締役。
2012年、アラン・ボラードの後任についてNZ経済界はRBNZで金融安定化策を担当するグラント・スペンサー（RBNZ副総裁）を本命と見ていたが、2012年6月26日、RBNZ理事会の助言を得たビル・イングリッシュ財務大臣（当時）は国際舞台での経験が長いウィーラーを第11代ニュージーランド準備銀行（RBNZ）総裁に指名。経済紙は「ダークホース到来」と見出しを打ち予想外の人事案を強調した。60歳での総裁就任は準備銀行の独立性が高まった1989年以降、最高齢の総裁となる。2012年9月25日にRBNZ総裁に就任。
世界銀行在職時に政府債務に関する著作を発表している。

## 著作
- 「Sound Practice in Government Debt Management」(World Bank Publications, 2004年4月)